# Gouvernement Daladier IV
Pour les articles homonymes, voir Gouvernement Daladier.
Troisième République
Daladier III Daladier V
Le quatrième gouvernement d'Édouard Daladier a duré du 11 mai 1939 au 13 septembre 1939.

## Composition
| Portefeuille                                           | Titulaire | Titulaire                                    | Parti |
| ------------------------------------------------------ | --------- | -------------------------------------------- | ----- |
| Président du Conseil                                   |           | Édouard Daladier                             | PRRRS |
| Vice-président du Conseil et Coordination des Services |           | Camille Chautemps                            | PRRRS |
| Ministres                                              |           |                                              |       |
| Ministre des Affaires étrangères                       |           | Georges Bonnet                               | PRRRS |
| Ministre des Finances                                  |           | Paul Reynaud                                 | DVD   |
| Ministre de l'Économie nationale                       |           | Raymond Patenôtre                            | USR   |
| Ministre de la Guerre et de la Défense nationale       |           | Édouard Daladier                             | PRRRS |
| Ministre de la Justice                                 |           | Paul Marchandeau                             | PRRRS |
| Ministre de l'Éducation nationale                      |           | Jean Zay                                     | PRRRS |
| Ministre de l'Intérieur                                |           | Albert Sarraut                               | PRRRS |
| Ministre de la Marine militaire                        |           | César Campinchi                              | PRRRS |
| Ministre de l'Air                                      |           | Guy La Chambre                               | PRRRS |
| Ministre du Commerce                                   |           | Fernand Gentin                               | PRRRS |
| Ministre des Travaux publics                           |           | Anatole de Monzie                            | USR   |
| Ministre de l'Agriculture                              |           | Henri Queuille                               | PRRRS |
| Ministre des Postes, Télégraphes et Téléphones         |           | Alfred Jules-Julien                          | PRRRS |
| Ministre des Colonies                                  |           | Georges Mandel                               | DVD   |
| Ministre du Travail                                    |           | Charles Pomaret                              | USR   |
| Ministre de la Santé publique                          |           | Marc Rucart                                  | PRRRS |
| Ministre de la Marine marchande                        |           | Louis de Chappedeleine                       | RI    |
| Ministre des Anciens Combattants et des Pensionnés     |           | Auguste Champetier de Ribes                  | PDP   |
| Commissaires généraux                                  |           |                                              |       |
| Commissaire général à l'Information                    |           | Jean Giraudoux (à partir du 15 juillet 1939) |       |

## Politique menée
Le 3 septembre 1939, à la suite de la grande Bretagne, la France déclare la guerre à l Allemagne nazie qui envahit la Pologne